# Degerfors kommun
Degerfors kommun är en kommun i Örebro län. Centralort är Degerfors.
I kommunens nordvästra del finns i huvudsak öppen jordbruksmark liksom ett område kring Åtorp i söder. I övrigt består kommunen till stor del av skogsmark med stor inblandning av lövskog. Kommunen är en typisk brukskommun, uppbyggd kring stångjärnshammaren som tillkom under 1600-talet. Numer är kommunen den största arbetsgivaren, följt av just järnverket. 
Fram till 1980-talet ökade befolkningen, för att därefter minska. Efter valen på 2010-talet har Vänsterpartiet varit det största partiet och styrde tillsammans med Miljöpartiet under åren 2010 till 2018. Under mandatperioden 2018 till 2022 har ett flertal maktskiften skett.

## Administrativ historik
Kommunens område motsvarar en del av Karlskoga socken och Nysunds socken. I dessa socknar bildades vid kommunreformen 1862 landskommuner med motsvarande namn. En del av Nysunds landskommun, som till 1923 tillhörde Värmlands län, överfördes då till Örebro län som resten av landskommunen redan tillhörde. 
I Karlskoga landskommun inrättades Karlskoga municipalsamhälle 26 juni 1885 och 1 juni 1912 inrättades Jannelunds municipalsamhälle. Ur kommunen utbröts 1925 en del och bildade  Degerfors landskommun med Jannelunds municipalsamhälle. 1940 bildades Karlskoga stad genom en ombildning av Karlskoga landskommun. 1943 ombildades Degerfors landskommun till Degerfors köping.
Vid kommunreformen 1952 uppgick Nysunds landskommun i den då bildade Svartå landskommun medan Degerfors köping förblev opåverkad. Svartå landskommun upplöstes 1967 och Nysunds församling uppgick då i Degerfors köping.
Degerfors kommun bildades vid kommunreformen 1971 genom en ombildning av Degerfors köping.
Kommunen ingick från bildandet till 12 januari 2009 i Karlskoga domsaga och ingår sedan dess i Örebro domsaga.
Kommunen ingår sedan 2014 i förvaltningsområdet för finska.

## Geografi

### Topografi och hydrografi
Letälven sträcker sig från sjön Möckeln i norr mot sjön Skagern i sydsydväst. Sjön Ölen löper parallellt med Letälvens dalgång. Lidetorpsmon, ett 40 m högt och 900 m brett parti av Letälvsåsen finns nio kiloneter sydväst om centralorten. På denna finns en av Sveriges största dödisgropar, Djupa hålet. De märkliga Sveafallen ligger vid Degerfors vilka  inte bildades som ett väldigt vattenfall utan då två stora smältvattenälvar möttes i samband med isavsmältningen. Detta genom att det uppstod kraftiga vattenvirvlar vilka sköljde bort lös jord och bildade en mängd stora jättegrytor. I kommunens nordvästra del finns i huvudsak öppen jordbruksmark liksom ett område kring Åtorp i söder. I övrigt består kommunen till stor del av skogsmark med stor inblandning av lövskog.
Nedan presenteras andelen av den totala ytan 2020 i kommunen jämfört med riket.
|  | Bebyggelse (4,3 %) |

|  | Skog (79,2 %) |

|  | Öppen myrmark (4,5 %) |

|  | Jordbruksmark (7,5 %) |

|  | Övrig mark (4,4 %) |

|  | Bebyggelse (3,1 %) |

|  | Skog (68,0 %) |

|  | Öppen myrmark (7,2 %) |

|  | Jordbruksmark (7,4 %) |

|  | Övrig mark (14,3 %) |

### Naturskydd
År 2022 fanns 15 naturreservat i Degerfors kommun. Östra Sälsjömossen utgörs av myrmarker och är klassat som Natura 2000-område. Även Julömossen utgörs av myrmarker, liksom Stormossen som är klassat som Natura 2000-område.
I reservatet Jätteberget hittas, förutom myrmark och skog, ett helt system av grottor.

### Administrativ indelning

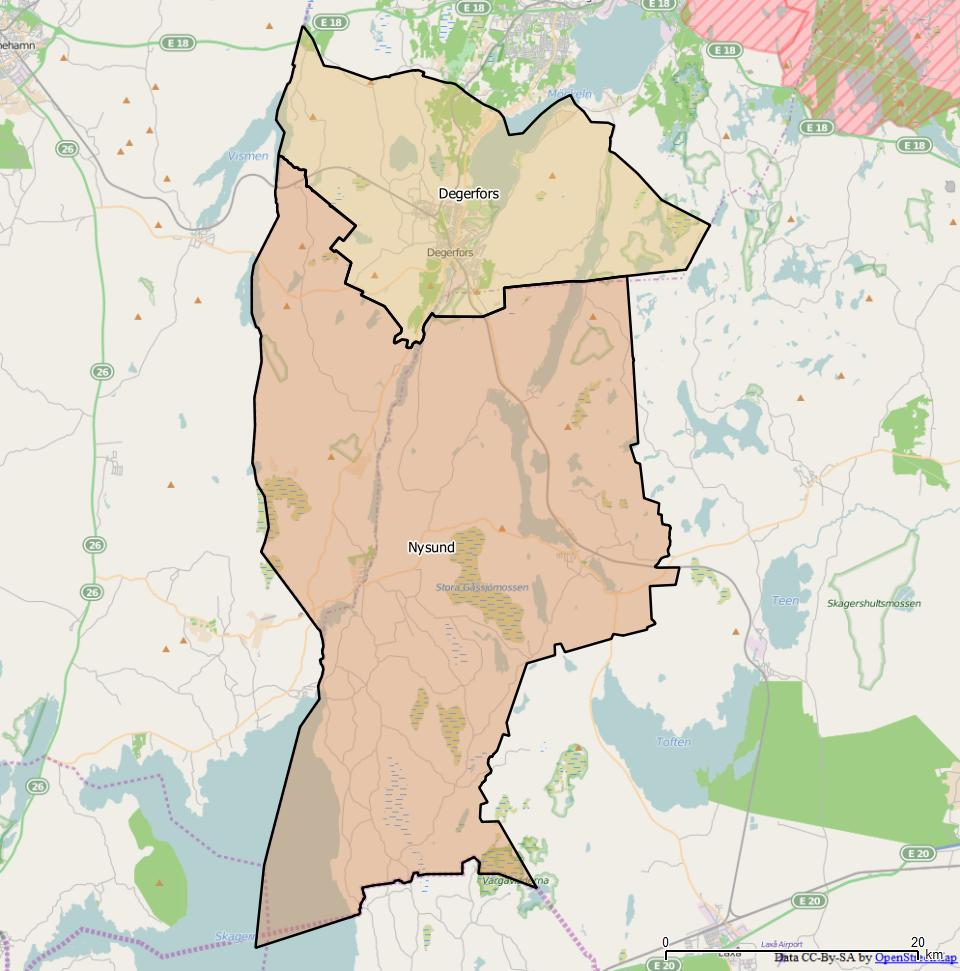
Distrikt (socknar) inom Degerfors kommun

Fram till 2016 var kommunen för befolkningsrapportering indelad i en enda församling, Degerfors-Nysunds församling.
Från 2016 indelas kommunen i följande distrikt, vilka motsvarar de tidigare socknarna – Degerfors och Nysund.

### Tätorter
Vid Statistiska centralbyråns tätortsavgränsning den 31 december 2015 fanns det två tätorter i Degerfors kommun.
| Nr | Tätort    | Folkmängd |
| -- | --------- | --------- |
| 1  | Degerfors | 7 190     |
| 2  | Svartå    | 456       |

Centralorten är i fet stil.

## Styre och politik

### Styre
Mandatperioden 2018 till 2022 var politiskt stökig i kommunen. Efter valet 2018 bildades en blocköverskridande koalition mellan Alliansen och Socialdemokraterna. År 2019 hade Kristdemokraterna lämnat samarbetet och kvar blev då en minoritetskoalition bestående av Centerpartiet, Liberalerna, Moderaterna och Socialdemokraterna.
Liberalerna valde i oktober 2020 att lämna det dåvarande samarbetet som bestod av Liberalerna, Socialdemokraterna och  Vänsterpartiet. Samarbete kvarstod dock mellan Socialdemokraterna och Vänsterpartiet. Även detta samarbete sprack dock i juni 2021 då Socialdemokraterna valde att lämna samarbetet.
Efter valet 2022 meddelades att Vänsterpartiet och Moderaterna skulle styra tillsammans i minoritet. Kärnfrågor inom den politiska plattformen uppgavs vara "ekonomi i balans, ett gott näringslivsklimat och ökad måluppfyllelse i skolan".
| År        | Partier | Partier | Partier | Partier | Partier | Partier |
| --------- | ------- | ------- | ------- | ------- | ------- | ------- |
| -2006     | S       |         |         |         |         |         |
| 2006-2010 | S       | M       | C       | FP      | KD      |         |
| 2010-2014 | V       | MP      |         |         |         |         |
| 2014-2018 | V       | MP      |         |         |         |         |
| 2018-2022 | S       | M       | C       | L       |         |         |
| 2022-     | V       | M       |         |         |         |         |

### Kommunfullmäktige

#### Presidium
| Presidium 2022–2026   | Presidium 2022–2026 | Presidium 2022–2026 |
| --------------------- | ------------------- | ------------------- |
| Ordförande            | V                   | Peter Pedersen      |
| Vice ordförande       | V                   | Per-Olow Linder     |
| Andre vice ordförande | S                   | Marianne Högberg    |

#### Mandatfördelning 1970–2022
| 2 | 26 | 7 | 3 |  | 2 |

| 37 |

| 2 | 26 | 8 | 2 |  | 2 |

| 35 | 6 |

| 2 | 26 | 8 | 2 |  | 2 |

| 32 | 9 |

| 3 | 25 | 6 | 3 |  | 3 |

| 29 | 12 |

| 4 | 26 | 5 | 2 |  | 3 |

| 29 | 12 |

| 6 | 23 | 4 | 4 |  | 3 |

| 30 | 11 |

| 7 | 23 | 2 | 3 | 3 |  | 2 |

| 29 | 12 |

| 7 | 20 |  |  | 3 | 4 | 2 | 3 |

| 31 | 10 |

| 13 | 19 |  | 3 | 2 |  | 2 |

| 24 | 17 |

| 10 | 20 |  | 3 | 2 | 2 | 3 |

| 23 | 18 |

| 10 | 21 |  | 3 | 3 |  | 2 |

| 23 | 18 |

| 12 | 18 |  | 3 | 2 | 2 | 3 |

| 23 | 18 |

| 20 | 12 |  |  | 2 |  |  | 3 |

| 23 |  | 17 |

| 13 | 10 |  | 2 | 2 |  | 2 |

| 18 | 13 |

| 11 | 9 | 4 | 2 |  |  | 3 |

| 18 | 13 |

| 10 | 7 |  | 6 | 2 |  | 4 |

| 14 | 17 |

### Nämnder
Kommunstyrelsen i Degerfors kommun utgörs av 11 ordinarie ledamöter. Under kommunstyrelsen finns ett utskott: arbetsutskottet.

#### Lista över kommunstyrelsens ordförande
- Robert Mörk, Socialdemokraterna, 1998–31 maj 2010[25]
- Annika Engelbrektsson, Socialdemokraterna, 1 april 2010–31 december 2010
- Roland Halvarsson, Vänsterpartiet, 2011–2016[26]
- Muris Beslagic, Socialdemokraterna, 2019–2020
- Carina Sätterman, Socialdemokraterna, 2020–2020
- Anneli Mylly, Vänsterpartiet, 2021–

Denna lista hämtas från Wikidata. Informationen kan ändras där.

#### Övriga nämnder
Förutom de obligatoriska nämnderna i Sverige (där Överförmyndarnämnden är kommungemensam med kommunerna Kristinehamn, Filipstad, Karlskoga och Storfors) finns i Degerfors kommun även följande nämnder:
- Bygg- och miljönämnden
- Folkhälsonämnden
- Kultur- och utbildningsnämnden
- Servicenämnden
- Socialnämnden
- Taxe- och avgiftsnämnden

Den sistnämnda kommungemensam med kommunerna Hallsberg, Askersund, Laxå, Lekeberg, Kumla samt Vingåker.

## Ekonomi och infrastruktur

### Näringsliv
Georg Camitz (1623–87) från Schlesien fick 1660 privilegier för att anlägga en stångjärnshammare intill den ”digra fors” i Letälven som senare gav upphov till namnet Degerfors. Inledningsvis kallades stångjärnshammaren Nedre Degerfors men  bytte senare namn till Degerfors järnverk. Numer ingår järnverket i Outokumpu Stainless AB. I företagets högmoderna anläggningar tillverkas produkter som rostfritt stål och rostfri grovplåt, vilka även förädlas till  formade specialkomponenter som används för transport och för att lagra gas och kemikalier. Kommunen var i början av 2020-talet den största arbetsgivaren följt av just järnverket. Utöver dessa finns ett antal små företag vilka sysselsätter mellan en och femtio anställda.

### Infrastruktur

#### Transporter
Genom kommunen går tre länsvägar – 204, 205 och 243. Därtill genomkorsas kommunen av järnvägen (Stockholm–)Hallsberg–Karlstad(–Oslo).

## Befolkning

### Demografi

#### Befolkningsutveckling
Kommunen har 9 233 invånare (31 mars 2025), vilket placerar den på 226:e plats avseende folkmängd bland Sveriges kommuner. 
| Befolkningsutvecklingen i Degerfors kommun 1970–2020 | Befolkningsutvecklingen i Degerfors kommun 1970–2020 | Befolkningsutvecklingen i Degerfors kommun 1970–2020 | Befolkningsutvecklingen i Degerfors kommun 1970–2020 | Befolkningsutvecklingen i Degerfors kommun 1970–2020 |
| ---------------------------------------------------- | ---------------------------------------------------- | ---------------------------------------------------- | ---------------------------------------------------- | ---------------------------------------------------- |
|                                                      |                                                      |                                                      |                                                      |                                                      |
| År                                                   |                                                      |                                                      | Folkmängd                                            |                                                      |
| 1970                                                 | 1970                                                 |                                                      | 11 840                                               |                                                      |
| 1975                                                 | 1975                                                 |                                                      | 12 153                                               |                                                      |
| 1980                                                 | 1980                                                 |                                                      | 12 246                                               |                                                      |
| 1985                                                 | 1985                                                 |                                                      | 11 912                                               |                                                      |
| 1990                                                 | 1990                                                 |                                                      | 11 701                                               |                                                      |
| 1995                                                 | 1995                                                 |                                                      | 11 396                                               |                                                      |
| 2000                                                 | 2000                                                 |                                                      | 10 544                                               |                                                      |
| 2005                                                 | 2005                                                 |                                                      | 10 093                                               |                                                      |
| 2010                                                 | 2010                                                 |                                                      | 9 641                                                |                                                      |
| 2015                                                 | 2015                                                 |                                                      | 9 543                                                |                                                      |
| 2020                                                 | 2020                                                 |                                                      | 9 631                                                |                                                      |

## Kultur

### Kulturarv
I hela kommunen finns lämningar efter torp och backstugor, vilka i Kulturmiljöregistret benämns som ”Lägenhets-bebyggelse”. Förutom lämningar efter bebyggelse finns även gruv- och hyttlämningar, milstolpar, väghållningsstenar, vägvisarstenar, fångstgropar, offerkällor och "platser till vilka en muntlig tradition är knuten". Bland levande  kulturarv kan nämnas bron vid Åtorp.
Kommunens område inbegriper inte något riksintresse för kulturmiljö eller kulturreservat. Däremot finns byggnader klassade som byggnadsminnen, exempelvis Ölsboda herrgård.

### Kommunvapen
Blasonering: I fält av silver en av vågskuror bildad blå balk, belagd med ett järnmärke mellan två kugghjul, alla av silver.
Vapnet fastställdes av Kungl Maj:t 17 december 1948 för Degerfors köping, och togs över av den nybildade kommunen 1971 när köpingen avskaffades. Balken representerar Letälven, och järnmärket och kugghjulen representerar Degerfors järnverk.

### Sport
Under 1930-talets lågkonjunktur växte idrottsföreningarna. I Degerfors, liksom i många andra brukskommuner, är det främst  lagsporter som bandy och fotboll som  förknippas med kommunen, främst fotboll.
Fotbollens historia i kommunen inleds på tidigt 1900-tal när den "svenska idrottens fader", Victor Balck, höll ett föredrag framför  ett fullsatt föreningshus. Detta ledde till att Degerfors Idrottsförening (DIF) bildades 1907 och att dessa tilläts nyttja järnverkets mark som fotbollsplan, den så kallade "bruksplanen". Detta var början på en framgångsrik verksamhet. På västra sidan av älven bildade några ungdomar en egen klubb i  slutet av 1910-talet, Jannelunds Sportklubb. Dessa klubbar slogs samman på 1930-talet. Fotboll växte starkt under 1930- och 1940 talen och hade en stark inverkan på bygdens arbetarungdom. Detta kan till stor del förklaras av att Gunnar Nordahl som värvades dit 1940. Senare värvningar inkluderar Ralf Edström, född och uppfostrad i Degerfors, och Sven-Göran Eriksson. Totalt har kommunen fostrat 23 landslagsspelare. Degerfors IF har vunnit Svenska cupen en gång och säsongen 2020 nådde klubben för tredje gången allsvenskan.